# Neu-Ulm
Neu-Ulm er en by i Tyskland i delstaten Bayern med omkring 50.000 indbyggere. Byen ligger ved den højre bred af Donau i Schwaben med Ulm på den anden side af floden. Byen opstod da grænsen mellem Bayern og Württemberg gik langs Donau og Ulm blev delt i to. Andre nabobyer er Senden, Pfaffenhofen an der Roth, Holzheim, Nersingen og Elchingen.

## Historie
Den moderne historie til Neu-Ulm begyndte da Ulm blev delt mellem Kongedømmet Bayern og Kongedømmet Württemberg i 1810. Donau blev grænse mellem disse kongedømmer, og landområderne på højresiden af floden blev en del af Bayern. Dette var starten for Neu-Ulm som en selvstændig by.
På denne tid var Neu-Ulm meget lille med kun et par huse, værtshuse og landsbyen Offenhausen. Den blev stadig kaldt "Ulm am rechten Donauufer" (Ulm på højresiden af Donau). Navnet Neu-Ulm blev først nævnt i 1814. Byen begyndte først at vokse i 1841, da Frankfurter Bundesversammlung annoncerede at de ville bygge fæstningen Bundesfestung.
Efter ønske fra Kong Ludwig 1. blev Neu-Ulm en del af fæstningen. Efter at Neu-Ulm blev knyttet til jernbanelinjen til Augsburg i 1853 kom soldater til byen og der blev oprettet en garnison her.
Byen begyndte først at blomstre under borgmester Josef Kollmann mod slutningen af 1800-tallet. En sporvognslinje mellem Ulm og Neu-Ulm blev bygget i 1897 og i 1900 blev vandtårnet (som stadig er et landemærke) bygget. I 1906 begyndte man at udvide Neu-Ulm
udenfor bymurene. De første fabrikker blev bygget og byen fortsatte med at blive udvidet.
Efter 1. verdenskrig blev garnisonen nedlagt. Befolkningstallet og velstanden voksede og Neu-Ulm blev en rig by. 2. verdenskrig ramte derimod byen hårdt, og cirka 80 % af bygningerne blev ødelagt under allierede bombetogter. Alle broerne over Donau mellem de to byer blev også ødelagt.

## Eksterne links
- Wikimedia Commons har flere filer relateret til Neu-Ulm